# Oro (mitologia)
Nella mitologia greca, Oro è il nome di tre personaggi:
1. uno dei cinquanta figli di Licaone, re d'Arcadia, e Melibea;
2. un guerriero acheo, citato nel libro XI dell'Iliade, ucciso da Ettore;
3. il corrispettivo greco della divinità egizia Horus.

## Il mito

### Oro, guerriero acheo
Omero non dà alcuna indicazione sulla nazionalità di Oro, né riferisce patronimico o parentela; Oro viene ucciso da Ettore quando questi, avvertito da Apollo della fuga di Agamennone, si scaglia sugli Achei sperando di metterli in fuga verso le loro navi.

### Fonti
1. Pseudo-Apollodoro, Biblioteca, libro III, 8.
2. Omero, Iliade, libro XI, verso 303.